# Pacalka
Pacalka románul: Pețelca, település Romániában, Erdélyben, Fehér megyében.

## Fekvése
A Maros bal partján, Tövistől északkeletre, Magyarsolymos, Meggykerék és Magyarkapud közt fekvő település.

## Története
Pacalka Árpád-kori település. Nevét már 1264-ben t. Polcholka ... iuxta Morisium néven említette oklevél.
Pacalka Fehérvári várbirtok volt, melyet István ifj. király 1264-ben Gyógyi András comesnek adott,  azért, amiért az országhatáron tartózkova vérét ontotta a tatárok ellen.
1290 után Pech fiainak: Györgynek és Bálintnak a birtoka volt, akik a Maros keleti partján fekvő Pocholka nevű földjüket, minden tartozékával és haszonvételével együtt, 20 márkáért örökre eladták Felgyógyi András fiainak: Miklós comesnek és András vajdának.
A trianoni békeszerződés előtt Alsó-Fehér vármegye Tövisi járásához tartozott.
1910-ben 610 román lakosa volt, melyből 606 görögkatolikus volt.

## Források

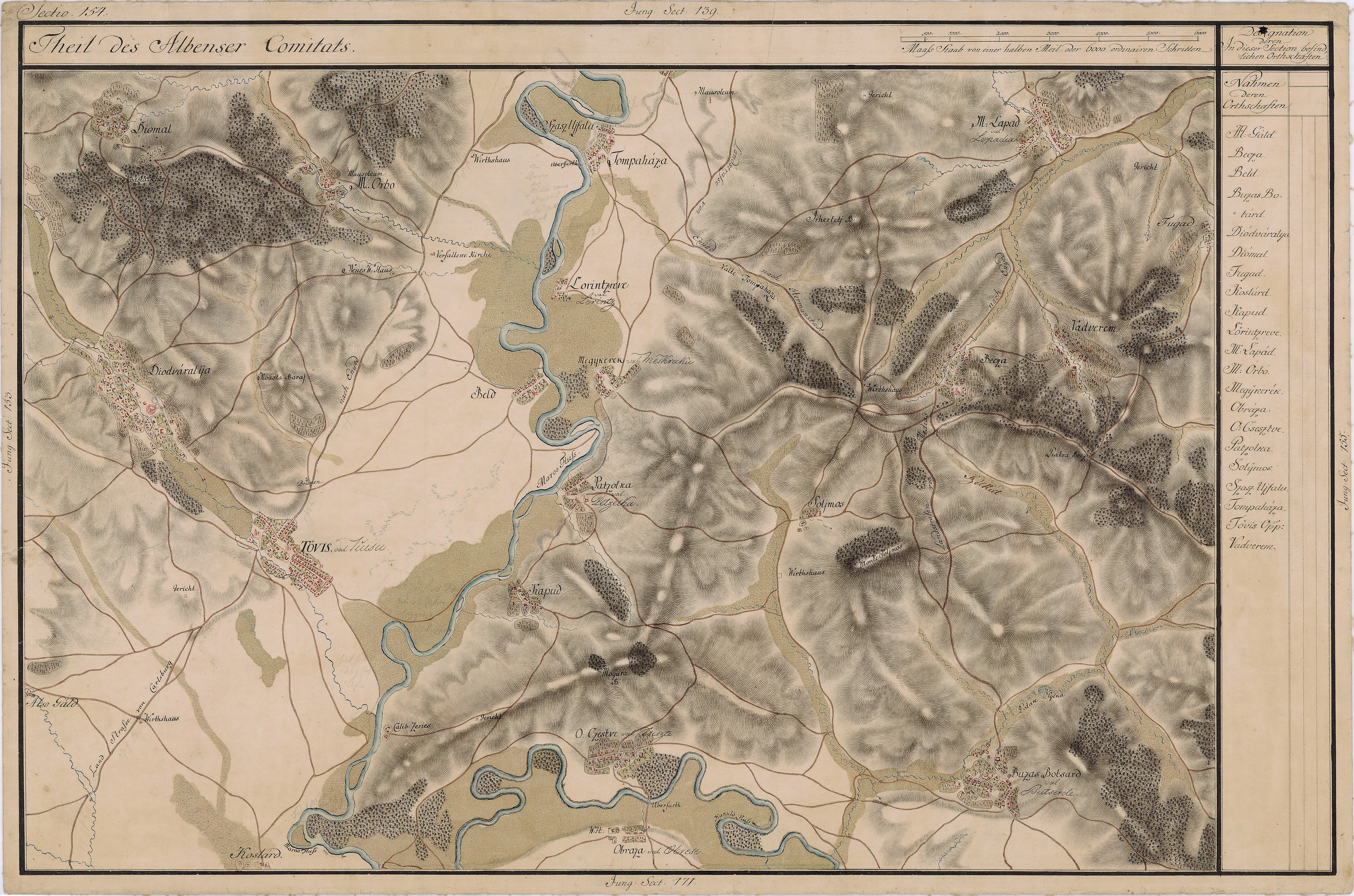
Pacalka egy régi térképen